# そんなもんだろう
『そんなもんだろう』はシャ乱Qの13枚目のシングル。1997年4月16日にBMGジャパンから発売された。

## 内容
前作「NICE BOY!」から5ヶ月ぶりのリリース。
シャ乱Qメンバーが出演するサントリー缶ビール「ビターズ」CMソング。前作に続き、テレビコマーシャルとのタイアップとなった。

## 収録曲
全曲　作詞：つんく　編曲：シャ乱Q
1. そんなもんだろう
作曲：はたけ
2. 心
作曲：つんく
3. そんなもんだろう(inst.)

## 収録アルバム
- 孤独 (#1)
- ベストアルバム おまけつき '96〜'99 (#1)
- BEST OF HISTORY (#1,2)
- GOLDEN☆BEST シャ乱Q (#1)